# Michael Rosen (Mathematiker)
Michael Ira Rosen (* 7. März 1938 in Brooklyn, New York) ist ein US-amerikanischer Mathematiker, der sich mit algebraischer Zahlentheorie, arithmetischer Theorie von Funktionenkörpern und arithmetischer algebraischer Geometrie beschäftigt.
Rosen studierte an der Brandeis University (Bachelor-Abschluss 1959) und wurde 1963 bei John Coleman Moore an der Princeton University promoviert (Representations of twisted group rings). Er ist Professor für Mathematik an der Brown University.
Rosen ist für seine Lehrbücher bekannt, insbesondere sein Buch mit Kenneth Ireland über Zahlentheorie, das von Ideen von André Weil inspiriert ist und eine Einführung in Zetafunktionen algebraischer Kurven und die Weil-Vermutungen und in die Arithmetik elliptischer Kurven liefert.
Für seinen Aufsatz Niels Hendrik Abel and equations of the fifth degree erhielt er den Chauvenet-Preis.

## Schriften
- mit Kenneth Ireland: A Classical introduction to modern Number Theory, Springer, Graduate Texts in Mathematics, 1982, 2. Auflage 1992, ISBN 038797329X (sie publizierten auch vorher Elements of number theory; including an introduction to equations over finite fields, Bogden and Quigley, 1972)
- Number theory in function fields, Springer, Graduate Texts in Mathematics, 2002, ISBN 0-387-95335-3
- Remarks on the history of Fermat’s last theorem 1844 to 1984, in Cornell, Silverman, Stevens (Herausgeber): Modular forms and Fermat's last theorem, S. 505–525, Springer, New York 1997.
- Abel’s theorem on the lemniscate, American Mathematical Monthly 88, 1981, S. 387–395
- Niels Hendrik Abel and equations of the fifth degree, American Mathematical Monthly 1995

## Verweise
1. ↑  zum Beispiel dessen Aufsatz über Gaußsummen und Kreisteilungskörper, La cyclotomie jadis et naguère, 1974
2. ↑  American Mathematical Monthly 102, 1995, S. 495–505

| Personendaten    | Personendaten                           |
| ---------------- | --------------------------------------- |
| NAME             | Rosen, Michael                          |
| ALTERNATIVNAMEN  | Rosen, Michael Ira (vollständiger Name) |
| KURZBESCHREIBUNG | US-amerikanischer Mathematiker          |
| GEBURTSDATUM     | 7. März 1938                            |
| GEBURTSORT       | Brooklyn, New York City                 |